# Hocheiser
Hocheiser är en bergstopp i Österrike.   Den ligger i distriktet Zell am See och förbundslandet Salzburg, i den centrala delen av landet, 300 km väster om huvudstaden Wien. Toppen på Hocheiser är 3 206 meter över havet, eller 604 meter över den omgivande terrängen. Bredden vid basen är 8,0 km.
Terrängen runt Hocheiser är huvudsakligen mycket bergig. Runt Hocheiser är det ganska glesbefolkat, med 34 invånare per kvadratkilometer.. Närmaste större samhälle är Bruck an der Großglocknerstraße, 18,2 km nordost om Hocheiser. 
Trakten runt Hocheiser består i huvudsak av gräsmarker.